# 照井憲宇
照井 憲宇（てるい けんう、1980年1月15日 - ）は、日本の実業家、ファッションデザイナー（クリエイティブ・ディレクター）であり、株式会社ワールドコンクエストの代表取締役を務めていた実業家でありダンスミュージックの人気DJでもある。愛称はケンウ。DJネームはDJ KEN-U。雑誌『Men's egg』（大洋図書）にて創刊号から活躍した読者モデルでもあった。雑誌モデルがブランドを立ち上げるDtoCビジネスの第一人者であり、渋谷109MEN'Sの立案者でもある。漫画『GANTZ』にも登場している。しぶや109商店会の販売促進委員も務める。父は全国水産功績者の元北海道指導連副会長照井秀夫。
北海道札幌市出身。カリフォルニア州立大学ノースリッジ校語学留学。札幌第一高校卒業。和光大学中退。サーファーでありDJ 。

## 人物・来歴
1980年、1月15日生まれ。
1992年、札幌市立曙小学校卒業（現在は廃校）。
1995年、札幌市立啓明中学校卒業。
1996年、札幌第一高校入学。
1996年、カリフォルニア州立大学ノースリッジ校語学留学
1998年、札幌第一高等学校卒業。
1998年、大洋図書の女性向けカルチャーファッション誌『egg』にてデビュー。
当時人気の「イケてるメンズ」コーナー（イケメンの語源発祥）でデビューし一躍有名になる。
1999年、大洋図書の男性向けストリートファッション誌『Men's egg』が創刊。
創刊時から2008年までの約10年間、モデルとして活動。和光大学入学。当時のギャル男必須アイテムであった「カラーパンツ」「RED WING」「ヘンリーネックシャツ」などの
渋谷独特のアメカジを流行らせた。渋谷Club PYLONにてレジデントDJデビュー。
大学生時代に「EGOIST」というイベントサークルに参加。
合同イベントの「キャンサミ」にDJとして抜擢。
2000年、横浜Club FireレギュラーDJに抜擢。PYLON TRANCE MIX #001を手がける。
ダンス・パニック!プレゼンツ・PYLON2001リリース。FARM RECORDSよりDance NRG PYLON MIXをリリース。
海外のファッション雑誌『VOGUE』にて、日本のギャル男カルチャーとして掲載される。当時の若者を描いた映画『GLOW 僕らはここに…。』出演。一時期、DJ活動の拠点をニューヨークへ移し、伝説的な人気クラブのTunnelなど数々のクラブでDJ。人気ドラマ「池袋ウエストゲートパーク　スープの回」に出演。
2001年、帰国後すぐに母親が他界。アルバイト先のムラサキスポーツを退社し、アメカジサーフ系ブランドの「BUZZ SPUNKY」設立。
雑誌モデル（インフルエンサー）のブランド立ち上げの第一人者。Club FuraにてレギュラーイベントDJに抜擢。PYLON TRANCE MIX #002 Remixed by DJ KEN-Uリリース。マンモスイベント「TRANCE RAVE」レジデントDJに抜擢。ヴェルファーレ(velfarre)アフターアワーズの「Kentauros」レジデントDJに抜擢。大学にて経営学を学ぶより経営をした方がたくさん学べると判断し大学中退。
2002年、Club PYLON 六本木にてヘッドライナーDJに抜擢。PYLON TRANCE MIX #003 DJ KEN-U HARD NRGリリース。海外トップDJをゲストに日本一の人気クラブを牽引していく。楽天に「ACCEL SPUNKY」をオープン。初の渋谷系メンズファッション通販を開始。横浜Club MatrixでレギュラーメインDJに抜擢。
2003年、「TOKYO RAVE」レジデントDJに抜擢。同時に『Men's egg』主催のクラブイベント「Men's egg Night」が開始されレジデントDJを兼任で務める。悪羅悪羅系ブランド「SLANGY」設立。綺麗目系な大人向けブランド「GENNARO」設立。
2004年、六本木にラウンジレストランの「Rラウンジ」をオープン。株式会社Rの取締役就任。レディース通販サイト「BUBBLY」オープン。次々と楽天売上ギネス更新する。
2006年、渋谷109MEN'S（当時109-2）を立案しオープン。MAYHEM渋谷店オープン。通販サイト「men's egg store」をオープン。楽天に「MAYHEM」オープン。しぶや109商店会の販売促進委員に就任。
2007年、MAYHEM名古屋店オープン。MAYHEM福岡店オープン。MAYHEM町田店オープン。MAYHEM柏店オープン。
2008年、MAYHEM札幌店オープン。MAYHEM横浜店オープン。GENNARO渋谷店オープン。当時、人気だったモデルを起用しBonds&Peaceを設立。
2009年、全国のオラオラ系不良達の人気雑誌の「SOUL JAPAN STORE」オープン。渋谷109に「BUZZ SPUNKY」オープン。株式会社レジェスト代表取締役就任。全国EC売上ランキングTOP30にランクイン。バンタンデザイン研究所講師就任。
2011年、ストリートな女性をターゲットにした悪羅悪羅（オラオラ）系雑誌の「SOUL SISTER STORE」オープン。
2013年、本社兼倉庫が大規模な水害被害で経営悪化。「men’s egg」が休刊。
2014年、フジテレビ「テラスハウス」に出演。
2015年、SOUL JAPANとSOUL SISTERが休刊。
その後コンサルタントとして活動。バラエティ番組「芸能人つまずきビッグデータ～世間のギモン本人にぶつけよう 私の告白カテにしてねSP～」（フジテレビ系）に出演。人気のギャル雑誌「nuts」のモデルの尾崎紗代子と結婚。
2016年、TRANCE RAVE × ageHaSTUDIO COASTにてDJ復活。第一子誕生。
2017年、FULL MOON RAVEにてDJ。伊豆ぐらんぱる公園にてTRANCE RAVEイルミネーションにてDJ。
2018年、第二子誕生。父親死去。
2019年、日本テレビ「マツコ会議」にてegg読者モデルOG会の番組に出演。
2021年、第三子誕生。
2023年、家族で配信しているYoutubeチャンネル「OSAYO TUBE」がチャンネル登録数10万人突破。
テレビ朝日「夫が寝た後に」に出演。
2024年、6月 TRANCE RAVE 23周年イベントにDJとして参加。 WARP新宿で開催し過去最高動員数を更新する。
2024年、7月 ZERO SHINJYUKUにて日本のトランスシーンの基礎となったFerry CorstenのイベントX-TRAVEにてプレイ。

## 出演

### テレビ
- 池袋ウエストゲートパーク (テレビドラマ)
- 有吉ジャポン
- テラスハウス (テレビ番組)
- 「芸能人つまずきビッグデータ～世間のギモン本人にぶつけよう 私の告白カテにしてねSP～」（フジテレビ系）
- 「マツコ会議」（日テレ系）

### 雑誌
- 大洋図書 Men's egg
- 大洋図書「egg」
- 大洋図書「SOUL JAPAN」
- 日の出出版「Fine」
- 角川春樹事務所「Popteen」
- 角川春樹事務所「BLANDA」
- 主婦の友社「Boys Rush」
- 主婦の友社「S cawaii」
- インフォレスト「nuts」

### ファッションショー
- 渋谷ガールズコレクション

### 映画
- GLOW 僕らはここに…。
- men's egg Drummers

## 関連人物
- 植竹拓
- 尾崎紗代子
- 梅田直樹
- JOY (ファッションモデル)
- DJ KAYA